# Victorius (duc)
Pour les articles homonymes, voir Victorius.
Victorius ou Victor est un aristocrate arverne de la fin du Ve siècle, il est comte d'Auvergne puis duc d'Aquitaine première sous le règne du roi wisigoth Euric entre 475 et 480.

## Biographie
C'était un ami de Sidoine Apollinaire, fervent chrétien. Il s'était mis au service du roi wisigoth Euric, et fut nommé comte d'Auvergne puis par la suite dux Aquitaniae primae vers 470. Sa cour siégeait à Clermont. Est également évoqué le titre de dux septem civitates, c'est-à-dire duc des Sept Provinces méridionales. 
Lorsque Sidoine fut emprisonné après la cession de l'Auvergne aux Wisigoths et leur prise de Arvernis (Clermont) en 475, Victorius intervint en sa faveur auprès d'Euric et l'adoucit. C'est ainsi qu'il eut par ailleurs la charge d'Arvernis, avec le titre de Comes civitatis Arvernensis, et grâce à lui la ville fut relativement épargnée et ne subit pas de châtiment, même s'il fit mettre à mort le noble Eucharius, sans doute pour une haine personnelle. Victorius fit achever la construction de la première basilique Saint-Julien de Brioude en l'ornant de colonnes. 
Vers 479-480 il partit pour Rome avec Apollinaire, le fils de Sidoine, et fut tué là-bas. Son ami quant à lui rentre en Auvergne et en devient le comte sous le règne d'Alaric II.